# Condado de Cherokee (Alabama)
O Condado de Cherokee é um dos 67 condados do estado norte-americano do Alabama. De acordo com o censo de 2022, sua população é de 25.302 habitantes. A sede de condado é Centre. O nome do condado provém da tribo cherokee.

## História
A área que atualmente inclui o condado, por séculos, foi habitada pelos muscogee(creeks). Os cherokees começaram a se mudar para a área uma geração antes dos forçados Atos de Remoção Indígena. Até hoje há um considerável número de nativos no condado.
Em 9 de janeiro de 1836, a legislatura do Alabama criou o condado com suas vigentes divisas. Dois anos depois, o governo realocou à força todos os Cherokees que se recusaram a sair da área, naquilo que ficou conhecido como a Trilha das Lágrimas.
O condado retornou às notícias no Domingo de Ramos de 27 de março de 1994, quando foi atingido por um tornado de categoria F4. A Igreja Metodista Unida Goshen foi destruída somente doze minutos depois do Serviço Nacional de Meteorologia, em Birmingham, enviar um alerta para a região.

## Geografia
De acordo com o censo, sua área total é de 1.554 km², destes sendo 1.432 km² de terra e 122 km² de água.

### Condados adjacentes
- Condado de DeKalb, norte
- Condado de Chattooga (Geórgia), nordeste
- Condado de Floyd (Geórgia), leste
- Condado de Polk (Geórgia), sudeste
- Condado de Cleburne, sul
- Condado de Calhoun, sul
- Condado de Etowah, oeste

### Áreas de proteção nacional
- Reserva Nacional Little River Canyon (parcialmente)
- Floresta Nacional de Talladega (parcialmente)

### Hidrografia
- O rio Coosa flui através do condado, principalmente sob o Lago Weiss.

## Transportes

### Principais Rodovias
- U.S. Highway 278
- U.S. Highway 411
- State Route 9
- State Route 35
- State Route 68
- State Route 273
- State Route 283

## Demografia
De acordo com o censo de 2022:
- População total: 25.302 habitantes
- Densidade: 17 hab/km².
- Residências: 14.733
- Famílias: 9.692
- Composição da população:
  - Brancos: 92,7%
  - Negros: 4,2%
  - Nativos americanos e do Alaska: 0,8%
  - Asiáticos:0,5%
  - Duas ou mais raças: 1,8%
  - Hispânicos ou latinos: 1,9%

## Comunidades

### Cidades
- Centre (sede)
- Piedmont (parcialmente no condado de Calhoun)

### Vilas
- Cedar Bluff
- Collinsville (parcialmente no condado de DeKalb)
- Gaylesville
- Leesburg
- Sand Rock (Parcialmente no condado de DeKalb)

### Áreas censitárias
- Broomtown
- Spring Garden

### Comunidades não-incorporadas
- Adams Crossroads
- Antioch
- Alexis
- Billy Goat Hill
- Bluffton
- Blue Pond
- Bomar
- Congo
- Ellisville
- Elrath
- Forney
- Hopewell
- Hurley
- Key
- Litlle River
- McCord Crossroads
- McFrey Crossroads
- McGhee
- Moshat
- Newberry Crossroads
- Pleasant Gap
- Rock Run
- Round Mountain
- Sanford Springs
- Tecumseh Furnace

### Cidades-fantasma
- Bluffton
- Turkey Town